# MultiMediaCard

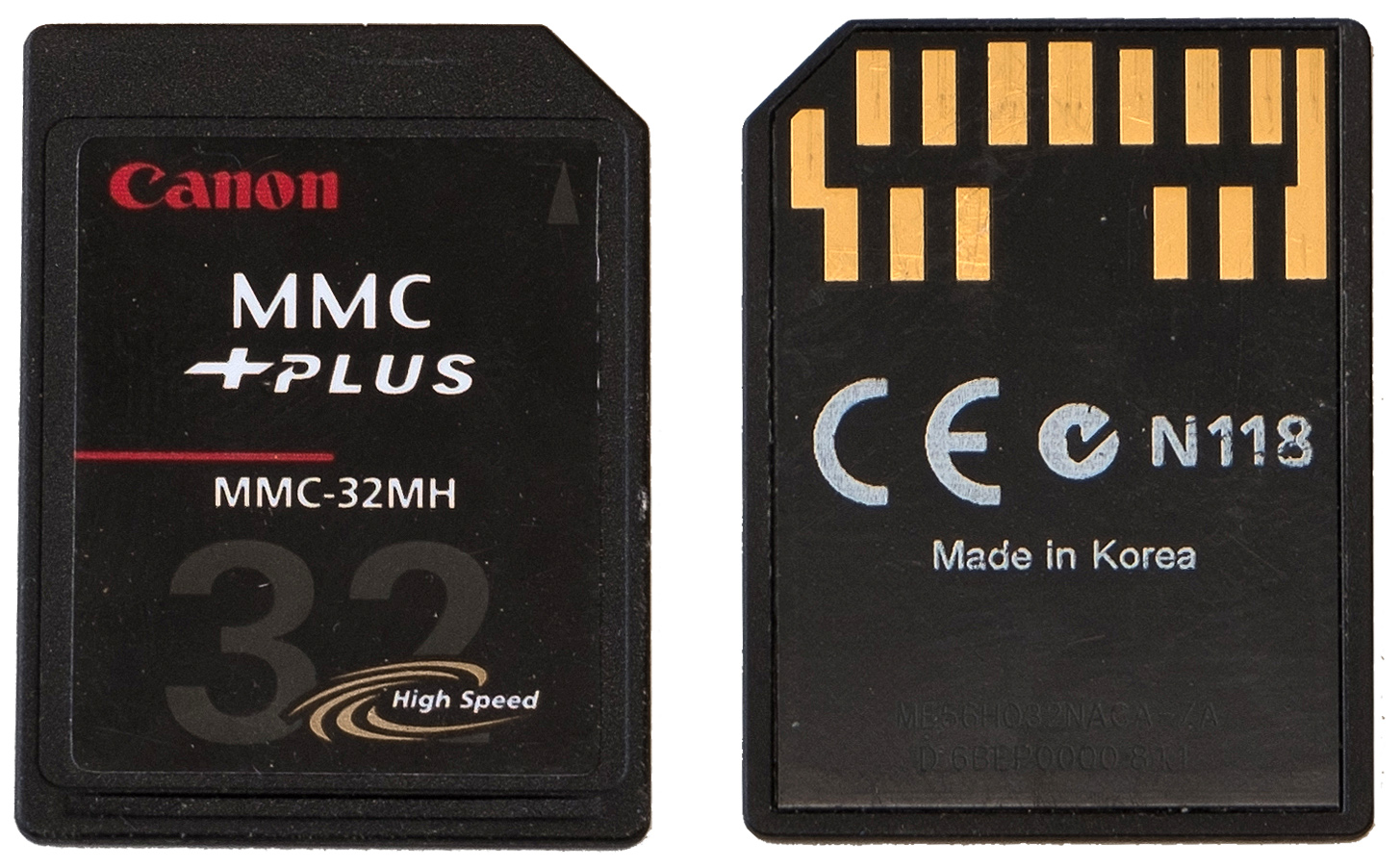
MMC High Speed 32 MB

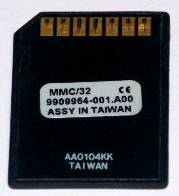
MultiMediaCard

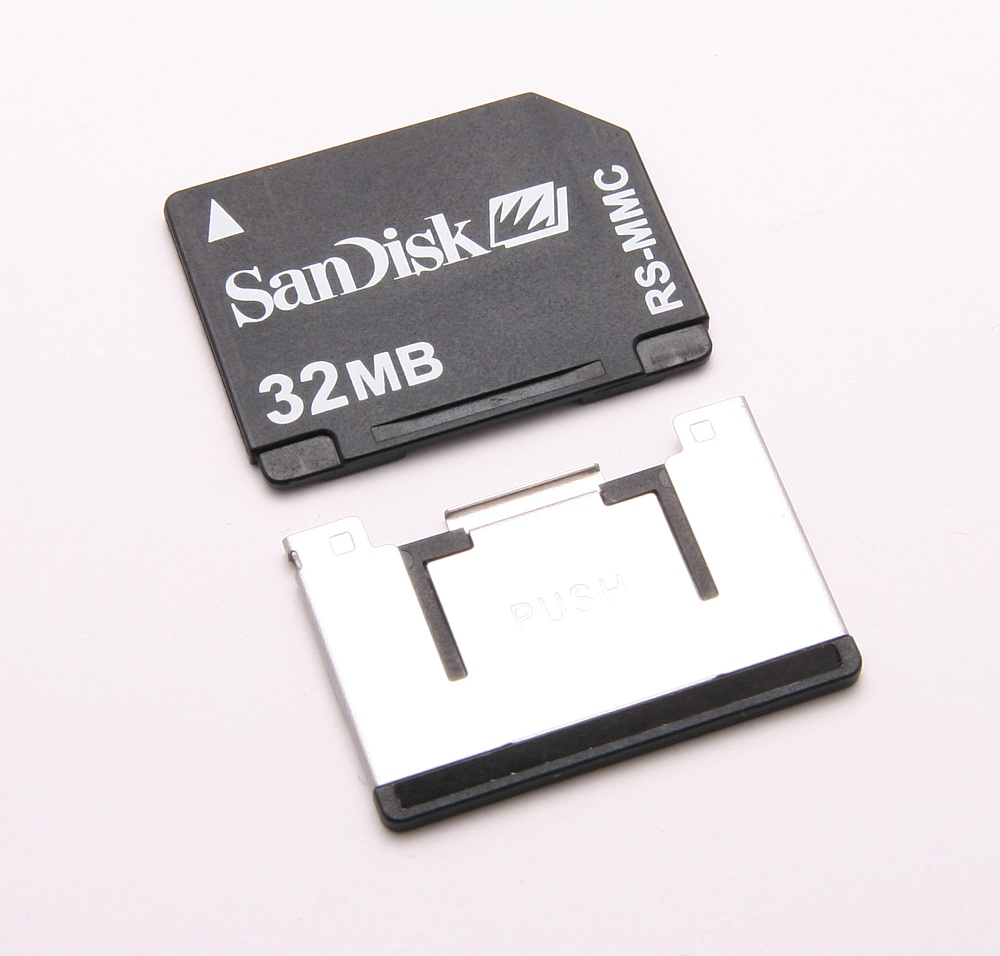
Một thẻ RS-MMC và đầu chuyển

MultiMediaCard (MMC) là thẻ nhớ có bộ nhớ flash chuẩn. Ra mắt năm 1997 bởi Siemens AG và SanDisk, nó dùng công nghệ bộ nhớ dựa trên NAND của Toshiba, và như vậy là nó sẽ nhỏ hơn bộ nhớ dựa trên NOR của Intel như CompactFlash. Kích thước của thẻ MMC bằng một con tem thư: 24 mm x 32 mm x 1.4 mm. Thẻ MMC gốc thường dùng giao diên serial 1-bit, nhưng các phiên bản mới hơn chỉ định cho phép trao chuyển 4 hoặc 8 bit trong một thời điểm. Thẻ MMC được dùng nhiều hoặc ít hơn bởi có các thẻ Secure Digital card (SD card), nhưng vẫn có ý nghĩa bởi thẻ MMC vẫn dùng được trong các thiết bị sử dụng các thẻ SD.
Tóm lại, một thẻ MMC sử dụng như một bộ nhớ lưu trữ cho thiết bị di động, có thể dễ dàng gỡ bỏ khi kết nối với máy tính cá nhân. Lấy ví dụ, một máy ảnh số sử dụng MMC để lưu trữ các tệp ảnh. Với một đầu đọc thẻ MMC (thường là một hộp nhỏ kết nối qua cổng USB hoặc qua kết nối serial, hoặc được gắn sẵn ở máy tính), người dùng có thể lấy các bức ảnh đã chụp vào máy tính. Các máy tính hiện đại, cả xách tay và để bàn, thường có khe cắm thẻ SD, có thể đọc thẻ MMC nếu trình điều khiển của hệ điều hành hỗ trợ.
Thẻ MMC có dung lượng lớn như 4 GB và 8 GB. Chúng được dùng phần lớn trong những thiết bị sử dụng thẻ nhớ, như điện thoại di động, máy nghe nhạc kỹ thuật số, máy ảnh số và thiết bị trợ giúp kỹ thuật số cá nhân. Từ khi xuất hiện thẻ Secure Digital card và thẻ Secure Digital SDIO rất ít công ty cho sản xuất thiết bị có khe cắm MMC (ngoại trừ Nokia 9300 communicator, dùng thẻ MMC có kích thước nhỏ), nhưng vì mỏng hơn, có chân cắm tương thích nên thẻ MMC có thể sử dụng trên phần lớn thiết bị hỗ trợ thẻ SD nếu phần sụn / phần mềm được hỗ trợ.

## Chuẩn mở
Công nghệ này là chuẩn cho bất kỳ công ty nào muốn phát triển sản phẩm dựa trên nó. Chỉ định không miễn phí - bắt buộc phải mua từ Hiệp hội MMC dành cho những ai không muốn bị những chỉ định áp đặt.
Vào tháng 2 năm 2008, phiên bản chỉ định 4.3 (tháng 11 năm 2007) có thể yêu cầu từ MMCA, và sau khi đăng ký được phép tải miễn phí.
Samsung, công ty ủng hộ thẻ MMC nhiều nhất, cung cấp bản dữ liệu đầy đủ chứa rất nhiều thông tin cần thiết để viết trình điều khiển thẻ MMC.

## Các biến thể

### MultiMediaCard giảm kích cỡ (RS-MMC)
Thẻ MMC cũng có loại có kích cỡ nhỏ hơn, bằng một nửa kích cỡ thường: 24 mm × 18 mm × 1.4 mm. Kiểu mẫu tương tự này gọi là MultiMediaCard giảm kích cỡ, hoặc RS-MMC, được giới thiệu vào năm 2004. RS-MMC nhỏ hơn thẻ MMC thường; bằng cách sử dụng một đầu chuyển kéo dài kích thước, một thẻ RS-MMC có thể sử dụng cho bất kỳ khe cắm MMC (hoặc SD). RS-MMC hiện tại có dung lượng lên đến 2 GB.
Ý nghĩa quan trọng của thẻ RS-MMC là giấy phép thuộc về Nokia và Siemens, là những hãng sử dụng RS-MMC trong các điện thoại thông minh Series 60 dùng hệ điều hành Symbian, Nokia 770 Internet Tablet, các thế hệ 65 và 75 (Siemens). Tuy vậy, từ năm 2006 tất cả các điện thoại mới của Nokia đều sử dụng khe cắm thẻ miniSD hoặc microSD, với công ty từ chối sử dụng thẻ MMC. Siemens chính thức rút khỏi thị trường điện thoại di động từ năm 2006.

### MultiMediaCard điện áp kép (DV-MMC)
Một trong những thay đổi lớn nhất của thẻ MMC là chạy ở điện áp kép 1.8 V lên tới 3.3 V. Chạy ở mức điện áp thấp hơn giúp giảm điện năng tiêu thụ của thẻ MMC, đặc biệt quan trọng cho các thiết bị di động. Dù thế nào, hiệu điện thế kép đơn giản nhanh chóng ra đi khi các thẻ MMCplus và MMCmobile được sản xuất có dung lượng lớn cùng với điện áp kép.

### MMCplusvà MMCmobile
Phiên bản 4.x của thẻ MMC chuẩn, được giới thiệu vào năm 2005, gồm hai thay đổi rất quan trọng để cạnh tranh chống lại thẻ SD. Hỗ trợ tốc độ lớn hơn (26 MHz, 52 MHz) thẻ MMC gốc (20 MHz) hoặc SD (25 MHz, 50 MHz) và độ rộng dữ liệu 4 hoặc 8 bit.
Phiên bản 4.x kích cỡ đầy đủ 4.x và kích cỡ thu nhỏ có thể gọi là MMCplus và MMCmobile theo thứ tự.
Các thẻ phiên bản 4.x tương thích hoàn toàn với các đầu đọc thẻ nhưng yêu cầu cập nhật phần cứng/phần mềm để sử dụng các dung lượng lớn; mặc dù độ rộng bus 4 bit và chế độ tốc độ cao chỉ có ở thẻ SD, có giao thức khởi tạo khác, nên phần sụn / phần mềm cần được cập nhật để các chức năng này có hiệu lực khi và chỉ khi thẻ được cắm vào khe cho thẻ SD.

### MMCmicro
MMCmicro là một phiên bản thẻ MMC với kích cỡ micro. Với kích thước 14 mm × 12 mm × 1.1 mm, nó nhỏ và mỏng hơn RS-MMC. Như MMCmobile, MMCmicro hỗ trợ điện áp kép, tương thích ngược với MMC, và có thể sử dụng trong thẻ MMC kích cỡ đầy đủ và khe cắm SD với đầu chuyển. MMCmicro hỗ trợ tốc độ cao (high-speed) và chức năng 4 bit bus theo chỉ định của phiên bản 4.x, nhưng không là bus 8 bit, vì thiếu một số chân cắm
MMCmicro trông rất giống với microSD nhưng hai dạng này không tương thích với nhau và có số chân cắm khác nhau.

### MiCard
MiCard là phần mở rộng tương thích ngược với MMC chuẩn với dung lượng vật lý lớn nhất là 2048 GB (2 TB) thông báo vào năm 2007. Thẻ gồm có hai phần để nhận biết, rất giống với RS-MMC. Thẻ nhỏ hơn vừa với cỡ của cổng USB trong khi phiên bản lớn hơn vừa với kích cỡ khe cắm thẻ MMC hoặc SD.

### SecureMMC
Thêm vào đó, tùy chọn, một phần của MMC 4.x là DRM có thiết kế riêng để MMC cạnh tranh với thẻ SD hoặc Memory Stick trong lãnh vực này. Rất ít thông tin để biết được nguyên lý làm việc của SecureMMC hoặc cấu tạo của nó đối với các đối thủ cạnh tranh.

### Các loại khác
Seagate, Hitachi và các nhà sản xuất khác đang trong tiến trình đĩa cứng SFF với giao diện CE-ATA. Giao diện này là điện tử và tương thích vật lý với chỉ định của MMC. Tuy vậy, cấu trúc câu lệnh đã được mở rộng cho phép cần điều khiển chính sử dụng các câu lệnh của ATA để điều khiển đĩa cứng.

## So sánh
| Loại                         | MMC                       | RS-MMC                    | MMC Plus                  | SecureMMC                 | SD                                       | SDIO                                     | miniSD                                   | microSD                                  |
| ---------------------------- | ------------------------- | ------------------------- | ------------------------- | ------------------------- | ---------------------------------------- | ---------------------------------------- | ---------------------------------------- | ---------------------------------------- |
| Khe cắm SD                   | Có                        | Đầu chuyển cơ khí         | Có                        | Có                        | Có                                       | Có                                       | Đầu chuyển cơ khí điện tử                | Đầu chuyển cơ khí điện tử                |
| Số chân cắm                  | 7                         | 7                         | 13                        | 7                         | 9                                        | 9                                        | 11                                       | 8                                        |
| Kích cỡ                      | Mỏng                      | Mỏng/ngắn                 | Mỏng                      | Mỏng                      | Dày (có ngoại lệ)                        | Dày                                      | Hẹp/ngắn/mỏng                            | Hẹp/ngắn/cực mỏng                        |
| Width                        | 24 mm                     | 24 mm                     | 24 mm                     | 24 mm                     | 24 mm                                    | 24 mm                                    | 20 mm                                    | 11 mm                                    |
| Length                       | 32 mm                     | 18 mm                     | 32 mm                     | 32 mm                     | 32 mm                                    | 32 mm+                                   | 21.5 mm                                  | 15 mm                                    |
| Độ dày                       | 1.4 mm                    | 1.4 mm                    | 1.4 mm                    | 1.4 mm                    | 2.1 mm (có ngoại lệ)                     | 2.1 mm                                   | 1.4 mm                                   | 1 mm                                     |
| Chế độ SPI                   | Tuỳ chọn                  | Tuỳ chọn                  | Tuỳ chọn                  | Yêu cầu                   | Yêu cầu                                  | Yêu cầu                                  | Yêu cầu                                  | Tuỳ chọn                                 |
| Chế độ 1 bit                 | Có                        | Có                        | Có                        | Có                        | Có                                       | Có                                       | Có                                       | Có                                       |
| Chế độ 4 bit                 | Không                     | Không                     | Có                        | ?                         | Tuỳ chọn                                 | Tuỳ chọn                                 | Tuỳ chọn                                 | Tuỳ chọn                                 |
| Chế độ 8 bit                 | Không                     | Không                     | Có                        | ?                         | Không                                    | Không                                    | Không                                    | Không                                    |
| Ngắt                         | Không                     | Không                     | Không                     | Không                     | Không                                    | Tuỳ chọn                                 | Không                                    | Không                                    |
| Tốc độ đồng hồ Xfer          | 0–20 MHz                  | 0–20 MHz                  | 0–52 MHz                  | 0–20 MHz?                 | 0–25 MHz - 0–50 MHz                      | 0–25 MHz                                 | 0–25 MHz?                                | 0–25 MHz?                                |
| Tốc độ truyền tải tối đa     | 20 Mbit/s                 | 20 Mbit/s                 | 416 Mbit/s                | 20 Mbit/s?                | 100 Mbit/s - 200 Mbit/s                  | 100 Mbit/s                               | 100 Mbit/s                               | 100 Mbit/s                               |
| Tốc độ truyền tải SPI tối đa | 20 Mbit/s                 | 20 Mbit/s                 | 52 Mbit/s                 | 20 Mbit/s                 | 25 Mbit/s                                | 25 Mbit/s                                | 25 Mbit/s                                | 25 Mbit/s                                |
| DRM                          | Không                     | Không                     | Không                     | Có                        | Có                                       | Chưa có                                  | Có                                       | Có                                       |
| Mã hóa người dùng            | Không                     | Không                     | Không                     | Có                        | Không                                    | Không                                    | Không                                    | Không                                    |
| Chỉ định đơn giản            | Có                        | Có                        | Không                     | Chưa có?                  | Có                                       | Có                                       | Không                                    | Không                                    |
| Phí thành viên               | $2500/năm (không yêu cầu) | $2500/năm (không yêu cầu) | $2500/năm (không yêu cầu) | $2500/năm (không yêu cầu) | $2000/năm (Chung), $4500/năm (Chấp hành) | $2000/năm (Chung), $4500/năm (Chấp hành) | $2000/năm (Chung), $4500/năm (Chấp hành) | $2000/năm (Chung), $4500/năm (Chấp hành) |
| Phí chỉ định                 | $500                      | $500                      | ?                         | ?                         | Thành viên                               | Thành viên                               | Thành viên                               | Thành viên                               |
| Giấy phép chính              | Không                     | Không                     | Không                     | Không                     | $1000/năm + phí thành viên               | $1000/năm + phí thành viên               | $1000/năm + phí thành viên               | $1000/năm + phí thành viên               |
| Thẻ thành viên hoàng gia     | Có                        | Có                        | Có                        | Có                        | Có                                       | Có                                       | Có                                       | Có                                       |
| Thẻ ra vào hoàng gia         | Chưa có                   | Chưa có                   | Chưa có                   | Chưa có                   | Chưa có                                  | $1000/năm + phí thành viên               | Chưa có                                  | Chưa có                                  |
| Tương thích mã nguồn mở      | Có                        | Có                        | Có?                       | Có?                       | Có                                       | Có                                       | Có                                       | Có                                       |
| Loại                         | MMC                       | RS-MMC                    | MMC Plus                  | SecureMMC                 | SD                                       | SDIO                                     | miniSD                                   | microSD                                  |

## Dẫn chứng
1. ↑  MMCA: Specification for Non-Members Lưu trữ ngày 30 tháng 4 năm 2008 tại Wayback Machine, www.mmca.org, 2007
2. ↑  Product Information and License Agreement Lưu trữ ngày 8 tháng 1 năm 2008 tại Wayback Machine, www.mmca.org, 2007
3. ↑  Samsung MMC Datasheet, http://www.samsung.com 2007
4. ↑  Samsung's MMCmicro description, http://www.samsung.com 2007